# Stora Megölen
Stora Megölen är en sjö i Ydre kommun i Östergötland och ingår i Motala ströms huvudavrinningsområde.